# Целій Авреліан
Целій Авреліан (V століття) — відомий давньоримський лікар та теоретик медицини, представник методичної школи у медицині.

## Життєпис
Народився у місті Сікка (центральная Нумідія, сучасний Туніс). Про особисте життя Целія немає жодних відомостей. Ймовірно він працював лікарем у Карфагені.
Займався спочатку практикою виходячи з доробок відомих лікарів — Асклепіада, Менекрата Темісона, Сорана. Був популяризатором та перекладачем латиною праць останнього. Окрім цього займався дослідження гострих та хронічних хвороб людини. Розвивав ідеї своїх попередників щодо причин та методів лікування цих хвороб.
У Середньовіччя праці Авреліана разом з творами Галена та Гіппократа складали основи медичної науки.

## Праці
- Chronicae Passiones (Про хронічні хвороби) з 5 книг.
- Acutae Passiones (Про гострі хвороби) з 3 книг.
- Medicinales Responsiones (Медичні відповіді). Була побудова у вигляді питання — відповідь, що охоплювали усі галузі медицини. Втім скоріше це лише переклад та переробка праці Сорана.
- уривок праці Гінекологія